# Johannishögl
Der Johannishögl ist eine 705 m ü. NHN hohe Erhebung des Högl-Höhenzugs in der Gemeinde Piding, Landkreis Berchtesgadener Land in Bayern, auf der die römisch-katholische Kirche St. Johann und ein Gasthaus stehen. Der Johannishögl ist ein bekannter Aussichtspunkt und von Piding aus mit einer Fahrstraße erschlossen.

## Aussicht
Im Osten sind die Stadt Salzburg, der Gaisberg und andere Berge der Osterhorngruppe (einer Untergruppe der Salzkammergut-Berge) zu sehen. Südöstlich befindet sich der Untersberg. Im Süden kann man das Lattengebirge, dahinter den Watzmann und die Reiteralpe erkennen. Im Südwesten liegt der Hochstaufen und der Zwiesel. Von der Nordseite der Kirche reicht der Blick weit über den Rupertiwinkel bis ins südliche Innviertel.

## Kirche
Die Filialkirche der Pfarrei Piding auf dem Johannishögl ist dem heiligen Johannes dem Täufer geweiht.

## Gasthaus
Im Hof des Sanktjohannser, der früher auch den Mesnerdienst an der Kirche besorgte, wurde 1870 ein Gasthaus eröffnet. Am Sonntag, dem 30. September 2012 kam es bei dem Gebäude zu einem Vollbrand, durch den es nahezu komplett zerstört wurde. Der Sachschaden belief sich nach einer ersten Schätzung auf rund eine halbe Million Euro.